# Échalas
Échalas település Franciaországban, Rhône megyében. Lakosainak száma 1940 fő (2022. január 1.). Échalas Givors, Saint-Romain-en-Gier, Trèves, Les Haies és Loire-sur-Rhône községekkel határos.

## Népesség
A település népességének változása:
| Lakosok száma | 1670 | 1737 | 1786 | 1799 | 1841 | 1901 | 1914 | 1927 | 1940 |
|               | 2013 | 2015 | 2016 | 2017 | 2018 | 2019 | 2020 | 2021 | 2022 |